# Johann Friedrich Christian Hessel

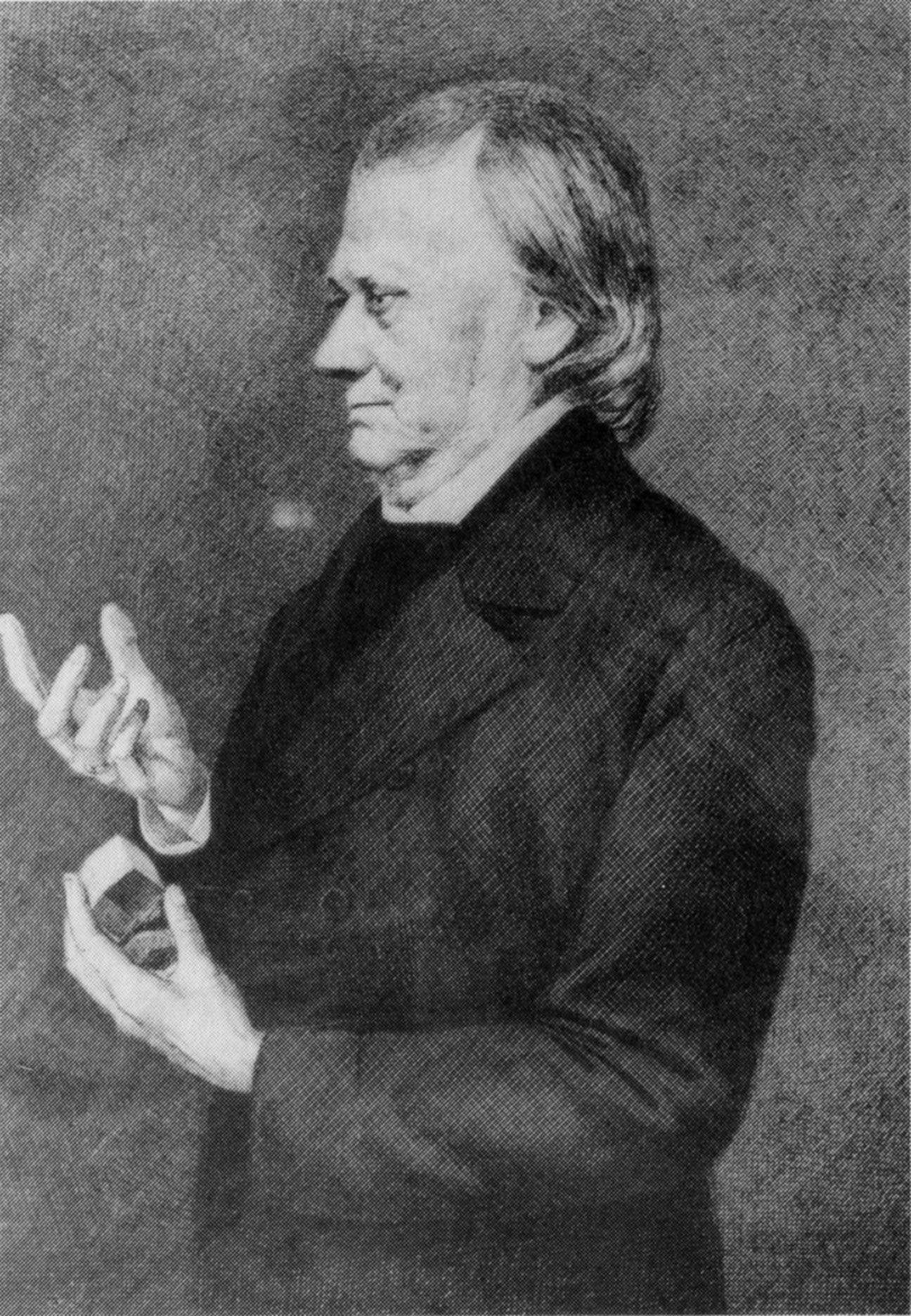
Johann Friedrich Christian Hessel

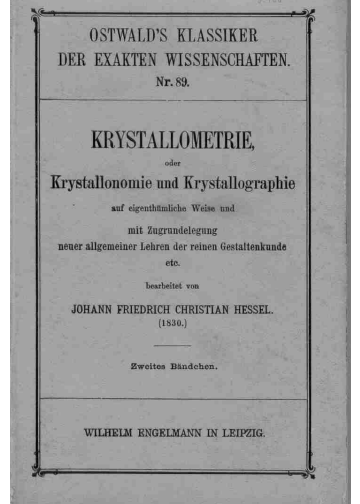
Nachdruck eines Buches von Hessel (1897)

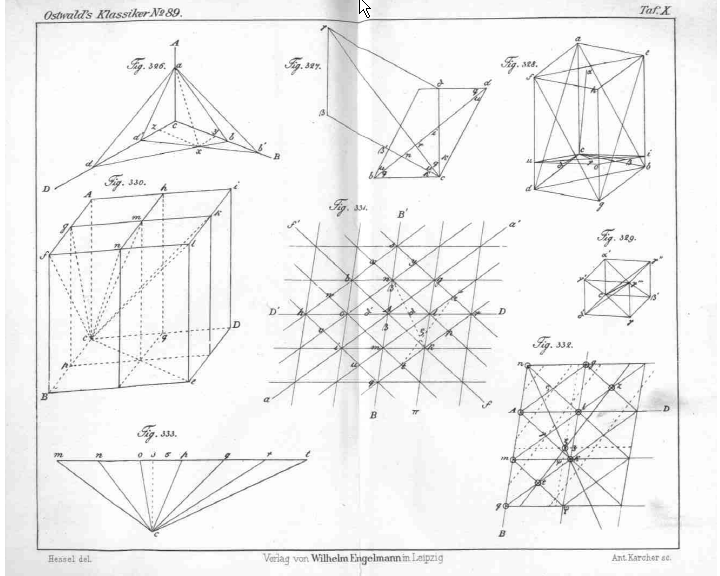
Zeichnungen von Hessels Hand

Johann Friedrich Christian Hessel (auch Friedrich Hessel; * 27. April 1796 in Nürnberg; † 3. Juni 1872 in Marburg) war ein deutscher  Kristallograph und Hochschullehrer.

## Leben und Werk
Hessel war ab 1825 Professor für Mineralogie an der Universität Marburg. Er war auch Mitglied des Stadtrats in Marburg. Für seine Verdienste wurde er am  9. November 1840 Ehrenbürger der Stadt Marburg. 1830/31 leitete er als Prorektor der Philipps-Universität Marburg.
Als einer der ersten leitete Hessel die 32 kristallographischen Punktgruppen (Kristallklassen) ab. Seine Untersuchungen basierten dabei ausschließlich auf der Kristallmorphologie. Bekannt waren ihm die Symmetriegesetze, die von René-Just Haüy gefunden worden waren und den er sehr bewunderte. Bemerkenswert ist, dass zum Zeitpunkt von Hessels Studien noch nicht alle 32 Punktgruppen in Form von Kristallen und Mineralien gefunden worden waren. Er leitete die Punktgruppen daher rein theoretisch durch Kombination von Symmetrieoperationen ab.
Hessel veröffentlichte seine Ergebnisse 1830 in dem Artikel Krystall in Johann Samuel Traugott Gehler’s physikalischem Wörterbuch (Band 5, 2. Teil). Dieser Artikel blieb lange unbeachtet. Erst eine Neuausgabe des Artikels im Jahr 1897 erreichte mehr Aufmerksamkeit. Etwas früher waren die 32 Punktgruppen durch Moritz Ludwig Frankenheim gefunden worden (1826). Seine Arbeiten blieben aber über 150 Jahre unbeachtet. Spätere Ableitungen der 32 Punktgruppen stammen von Auguste Bravais (1849) und Axel Wilhelmowitsch Gadolin (1867).
Im Allgemeinen werden die Argumente von Hessel als schwer verständlich angesehen. Das mag dazu beigetragen haben, dass seine Arbeit lange übersehen wurde.

## Wichtige Werke
- Krystall. Neu bearbeitet. In: Heinrich W. Brandes, Leopold Gmelin, Johann Horner, Georg W. Muncke, Christoph H. Pfaff (Hrsg.): Johann Samuel Traugott Gehler's Physikalisches Wörterbuch. Band 5, Abtheilung 2: I bis K. E. B. Schwickert, Leipzig 1830, S. 1023–1340 (Volltext in der Google-Buchsuche). (Sonderabdruck als: Krystallometrie, oder Krystallonomie und Krystallographie (= Ostwalds Klassiker der exakten Wissenschaften. Bd. 88–89, ISSN 0232-3419). 2 Bändchen. Engelmann, Leipzig 1897, Digitalisat Bd. 1, Digitalisat Bd. 2).
- Uebersicht der gleicheckigen Polyeder und Hinweisung auf die Beziehungen dieser Körper zu den gleichflächigen Polyedern. Ehrhardt, Marburg 1871, Digitalisat.